# Worshipful Company of Mercers

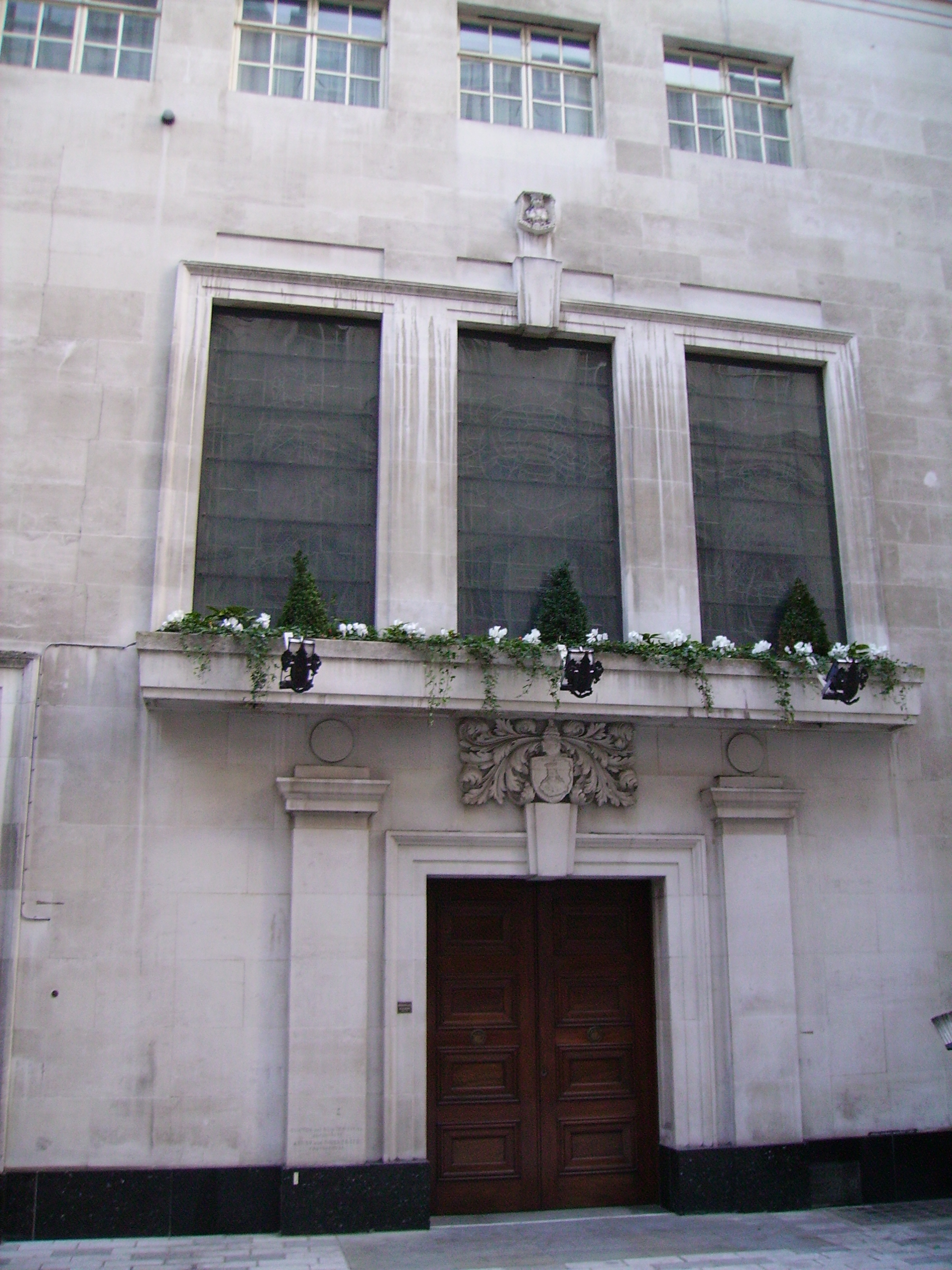
Die Mercers' Hall, Ironmonger Lane in London

Die Worshipful Company of Mercers (auch kurz: Mercers' Company) ist eine der Livery Companies der City of London. Sie wurde 1394 von Richard II. durch königliche Satzung, der so genannten Royal Charter, gegründet. Unter den 110 Companies ist sie die älteste und steht an erster Stelle der Rangfolge. Sie zählt damit zu den Great Twelve City Livery Companies. Ihr Motto lautet Honor Deo (lateinisch: Ehre für Gott).
Der Zweck bestand ursprünglich darin, als Gilde die Interessen der Kaufleute, insbesondere die der Stoffhändler, Exporteure von Schafswolle und der Importeure von Samt, Seide und andere hochwertige Textilgüter, zu schützen und zu vertreten. Heute ist die Mercers' Company eine wohltätige Institution, die verschiedene Projekte im Bildungssektor unterstützt. Sie verwaltet die Londoner St Paul's School seit deren Neugründung im Jahre 1509 und seit 1904 auch die St Paul's Girls' School. Darüber hinaus wurden zahlreiche weitere Schulen von den „Mercers“ gegründet, zu denen enge Verbindungen unterhalten werden. In jüngerer Zeit wurde die „Thomas Telford School“, ein City Technology College, und zwei City Academies, die „Walsall Academy“ und die „Sandwell Academy“ eröffnet.
Das Unternehmen hat ihren Sitz in der Mercers' Hall im Zentrum von London. Seit der Gründung im 14. Jahrhundert hielt die Company ihre Treffen zunächst in der Kirche „Hospital of St Thomas of Acre“ ab. 1517 wurde dann in unmittelbarer Nähe die erste „Mercers' Hall“ errichtet, die allerdings 1666 dem Großen Brand von London zum Opfer fiel. Eine zweite Halle wurde zehn Jahre später eröffnet. Von 1877 bis 1881 wurde sie aufwändig renoviert, umgebaut und im viktorianischen Stil neu ausgestattet. Allerdings brannte auch diese zweite Halle wieder aus, diesmal verursacht durch die deutschen Luftangriffe während des Zweiten Weltkriegs. Die aktuelle Mercers' Hall wurde im Mai 1958 unter Verwendung von alten Fassadenteilen neu errichtet.
Im Jahr 2006 hat die Company eine Bilanz veröffentlicht, der zufolge sie ein Vermögen von rund 450 Millionen Pfund verwaltet, wobei Immobilien etwa dreiviertel der Gesamtsumme ausmachen. 2005 wurden etwa 9 Millionen Pfund für wohltätige Zwecke ausgegeben.

## Bekannte Mitglieder
- William Caxton (um 1422–1492), Buchdrucker
- Sir Richard Gresham (1494–1549), Kaufmann und Lord Mayor of London
- Sir John Gresham (1495–1556), Lord Mayor of London
- Sir John Thynne (um 1513–1580), Erbauer des Herrenhauses Longleat
- Thomas Gresham (1519–1579), Kaufmann und Investor
- John Dee (1527–1608), Mathematiker und Astrologe
- Roundell Palmer, 1. Earl of Selborne (1812–1895), Lordkanzler
- William Palmer, 2. Earl of Selborne (1859–1942), Politiker und Hochkommissar von Südafrika
- Harry Hodson (1906–1999), Wirtschaftswissenschaftler, Redakteur der The Sunday Times
- Robert Baden-Powell (1857–1941), Gründer der Pfadfinderbewegung
- Cecil Clementi (1875–1947), Gouverneur von Hongkong
- George Jellicoe, 2. Earl Jellicoe (1918–2007), Lordsiegelbewahrer